# Typhlops etheridgei
Typhlops etheridgei là một loài rắn trong họ Typhlopidae. Loài này được Wallach mô tả khoa học đầu tiên năm 2002.